# 克莱顿 (阿拉巴马州)
克莱顿（英語：Clayton），是美国阿拉巴马州下属的一座城市，巴伯县的縣城。|面积约为6.68平方英里（约合17.29平方公里）根据2000年美国人口普查，该市共有人口1,475人。根据2010年美国人口普查，该市有人口3,008人，人口密度为450.5/平方英里（约合173.97/平方公里）。

## 地理
克莱顿的座標為31°31′26″N 85°15′56″W / 31.5239014°N 85.2656486°W（31.5239014,-85.2656486）。根據2000年人口普查，本城面積為5.4平方英里（13.99平方），沒有水域。